# Дуденево (Нижегородская область)
Дуде́нево — село в Богородском районе Нижегородской области, центр Дуденевского сельсовета.

## Название
Существует несколько версий происхождения названия села.
Согласно первой, оно было названо так из-за особого местоположения: на крутом повороте реки Оки проходящим судам нужно было дудеть в гудки, чтобы избежать столкновений.
По другой, место, где расположено село, представляет собой ложбину, по своей влажности удобную для произрастания болотного тростника, из которого выделывали дудки.
По мнению нижегородского краеведа П. С. Гацисского, село принадлежало помещикам Дуденевым, которые жили в XV веке и содействовали устроению находившегося неподалёку монастыря. Таким образом, по фамилии помещиков и названо село. (Согласно одной из версий происхождения названия Амвросиева Николаевского Дудина монастыря, они имели непосредственное отношение к строительству монастыря.)

## География
Село расположено на правом берегу реки Оки в 7,7 км от города Богородска и в 40 км от Нижнего Новгорода.
Недалеко находятся поселки Сокол, Хабарское и Заозерье.
Географической особенностью является то, что в этом месте Ока совершает крутой поворот. На противоположном берегу Оки к северо-западу расположен город Дзержинск.
Особенности местоположения, разнообразие природных зон и удивительных по красоте ландшафтов делают Дуденево уникальным местом на правобережье Оки.
Село находится в обширнейшей низине, ограниченную с запада (Хабарское) и с востока (Оленино). Оттуда, с возвышенностей, открывается картина: гигантская воронка, на дне которой теряются дома, спускающиеся к реке.
Река, закупоренная когда-то много веков назад донными отложениями и оползнями изменила свою прямолинейность, сделала крюк к Растяпину (Дзержинск), воссоединилась с прежним руслом у Оленина, образовав попутно множество озёр и рукавов (стрелок)на обширном пространстве. Эти луга — территория между Дзержинском и Дуденевом, уголок дикой природы в индустриальном центре Нижегородской области.

## История
Первое упоминание о селе относится к XIV веку.

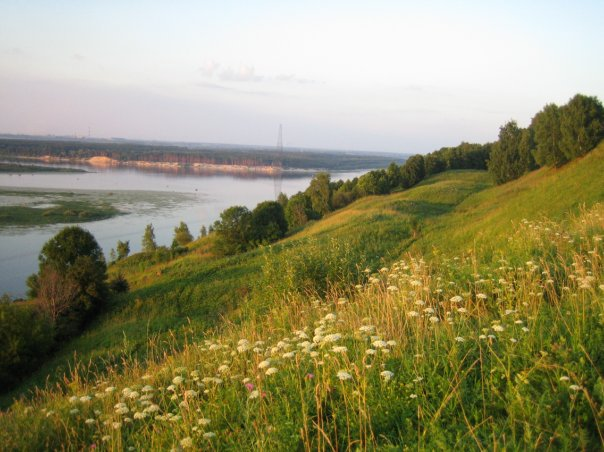
Вид на противоположный берег Оки и Шуховскую башню из Дуденева

В начале XIX века в Нижнем Новгороде поселился В. С. Шереметев, принадлежащий к древнейшему роду внук В. П. Шереметева. Вследствие его женитьбы на княжне П. М. Черкасской село Богородское в начале XVIII века перешло помещикам Шереметевым. В короткий срок ими были приобретены в округе 16 селений, в том числе и Дуденево.

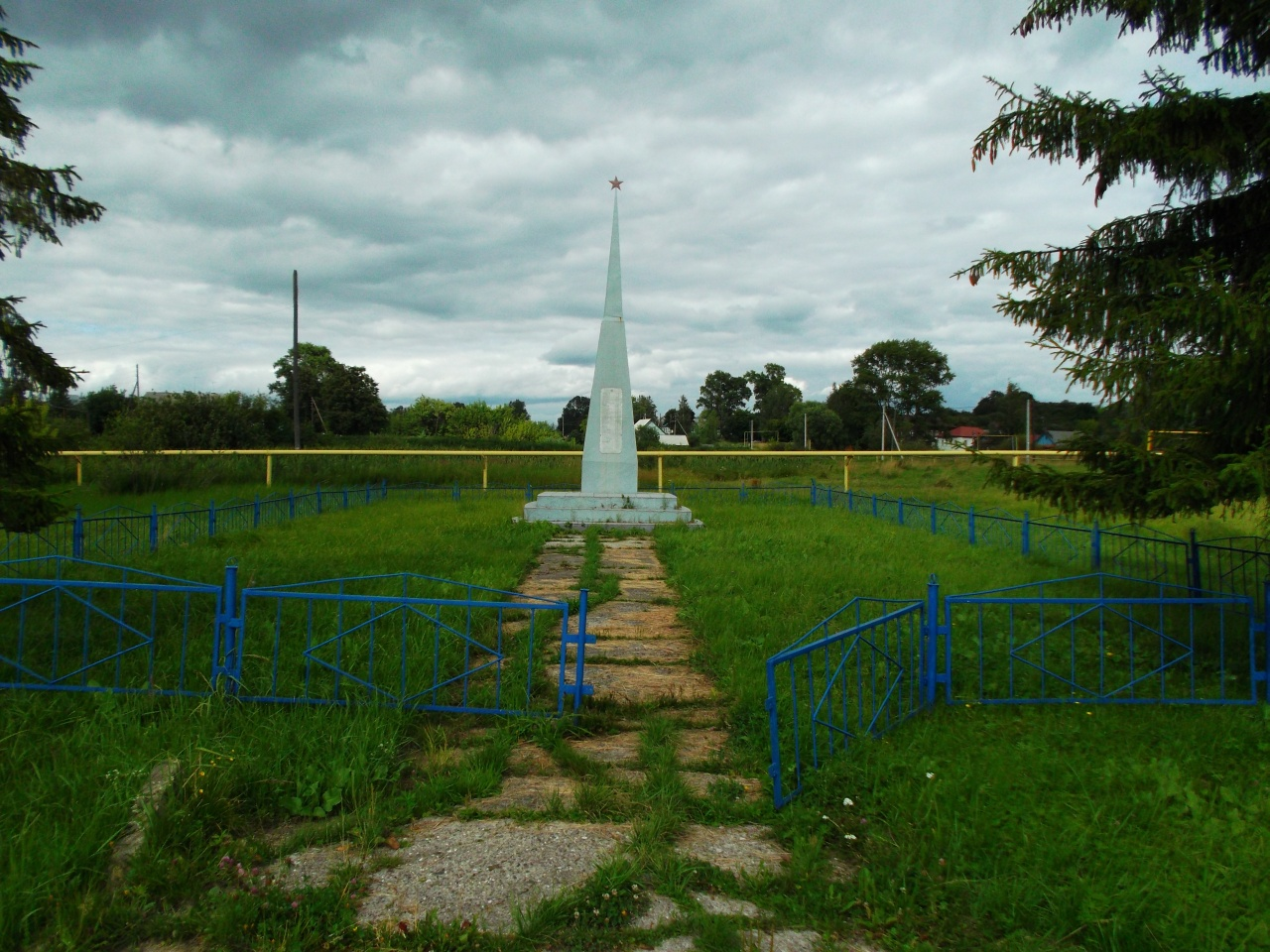
Памятник участникам Великой Отечественной войны

Сейчас поселок известен среди жителей Дзержинска и Нижнего Новгорода как дачный поселок и один из центров параглайдинга.
С селом Хабарское, где расположена база горнолыжного туризма, Дуденево связывает дорога длиною 4,9 км.

## Население
| 1897 | 1999  | 2002  | 2010  |
| ---- | ----- | ----- | ----- |
| 675  | ↗1398 | ↘1214 | ↘1098 |

В 1859 году в селе Дуденево было 126 дворов, и проживало 927 человек.

## Экономика
С начала XVII века жители Дуденева занимались выделкой глиняной посуды, щетины, древесного угля. Товары и изделия дуденевских умельцев продавались в том числе и на Макарьевской ярмарке.
С началом коллективизации, в начале 1930-х г.г. был создан первый колхоз: «Красный животновод». В годы реализации программы развития Нечерноземья колхоз принимает статус совхоза и развивается по новому направлению — садоводческому, становится рентабельным.

### Речной транспорт
В 1820—1830-е годы на Волге появляются первые пароходы, а к 1840-м годам образуется первое акционерное общество — «По Волге». Развитие парового водного транспорта требовало мастерских для ремонта судов. Дуденевский затон был очень удобен для стоянки и ремонта в зимний период. Поэтому, с открытием пароходных линий на Оке, село приобрело важное инфраструктурное значение. На дуденевских пристанях разгружались баржи с астраханским товаром, сырьем для богородского кожевенного производства и изделиями местных ремесленников. В свою очередь, изделия кожевенников через Дуденево отправлялись в Астрахань и вверх по Оке на ярмарку.
С середины 20-х годов в дуденевском затоне располагается ремонтно-эксплуатационная база (РЭБ) судов речного флота, а в километре по направлению к Богородску до конца 90х гг. — совхоз «Приокский». На этих предприятиях долгое время было занято подавляющее большинство жителей, от них получили свои названия основные улицы села: Береговая, Речников и Садоводов.
Расцвет РЭБ приходится на 60-е годы XX века, когда количество зимовавших в затоне судов достигало сотни, среди которых были пассажирские пароходы 737 проекта («А. Ф. Писемский», «Александр Станюкович», «Мельников-Печерский» и др.), более старые пароходы («800 лет Москвы»), грузовые суда типа ГТП, «Окский», а также речные буксиры и несамоходные баржи, дебаркадеры. На этот же период приходится появление судов на подводных крыльях «Ракета» (обслуживали линии Горький-Касимов, Горький-Шимрское, Горький-Павлово и др.).
Большое значение в развитии Богородского района послужила открытая площадка для хранения нерудных материалов (песок, гравий, щебень), расположенная в акватории дуденевского затона. Они широко использовались в дорожном, гражданском и промышленном строительстве в конце 60-х — начале 70-х годов.
В конце 80-х годов началось переформирование флота, приведшее к выводу с базы пассажирских судов типа «Ракета» (переведены в затон «Бабино»), а затем и других пассажирских судов («Москва», «Москвич», «ПП-3»), получило развитие размещение грузового флота (пришли «Волго-Доны»). В 90-е годы с началом приватизации база резко деградировала, потеряв централизованное финансирование.
В данное время промышленное производство в селе не развито, а названные объекты потеряли инфраструктурное значение.
17 марта 2009 года Инвестиционный совет Нижегородской области отложил принятие решения по заявкам ООО «Речпорт Дуденево» по организации площадки для открытого хранения нерудных строительных материалов и строительству причала. 22 октября  рабочая группа инвестиционного совета согласовала заявку на предоставление в аренду земельного участка для организации открытой площадки хранения.
Общественный транспорт
Дуденево является конечной точкой автобусного маршрута № 103 из Богородска. Но часть рейсов автобусы совершают по продлённому маршруту до деревни Хабарское.
До 2005 года курсировали пассажирские теплоходы от пристани Дзержинск. Стоимость проезда составляла 30 рублей. Но из-за финансовых проблем у собственника теплоходов и Администрации Дзержинска водный маршрут был отменен. Теперь из Дзержинска можно добраться на автобусах и маршрутных такси. Дуденево находится в 7 км от станции Кожевенное Горьковской железной дороги.

## Образование
При участии В. С. Шереметева в 1828 году была открыта первая школа при строящейся церкви.
Она располагалась в доме священника.
В 1876 году открыто первое мужское училище, а в 1893 году — женское. В 1918 году происходит их объединение.
Первым учителем был В. И. Виноградов — ученый, исследователь, просветитель. Им написаны учебники, по которым учились в школах губернии, им же созданы календари, издававшиеся в Нижнем Новгороде.
В 1930-х годах местный храм был переоборудован под школу. В 1985 году она была переведена в новое здание.

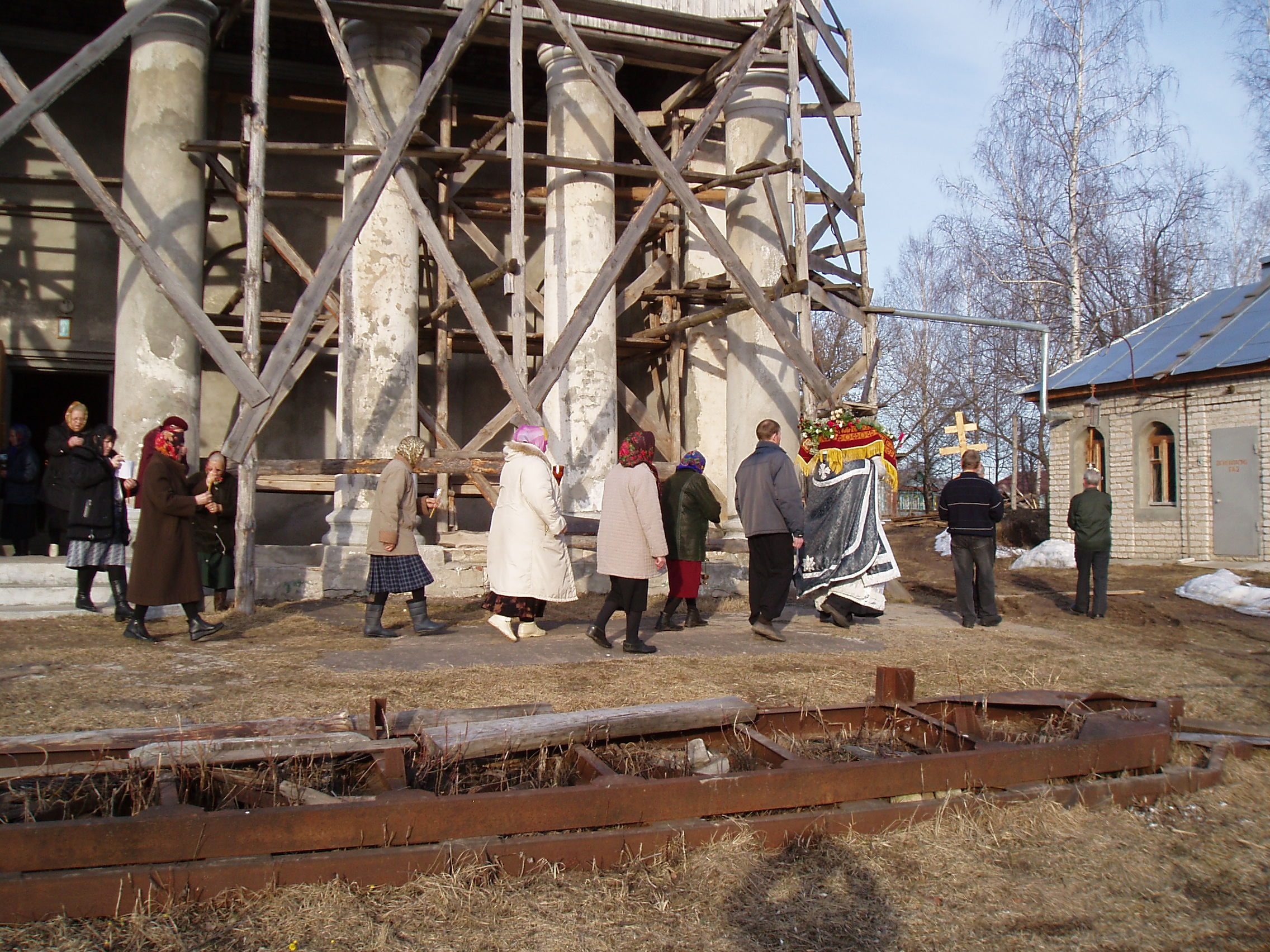
Утреня Великой Субботы. Крестный ход.

## Культура
В селе с 1992 года восстанавливается Церковь Покрова Пресвятой Богородицы. С 2004 года она открылась для прихожан.
На протяжении более чем двадцати лет в селе действует Дом Культуры, расположенный на ул. Речников. В нем проводятся концерты, встречи жителей, праздничные мероприятия, действуют творческие секции для учеников Дуденевской средней школы. Работает библиотека, расположенная в одном здании с Домом Культуры.

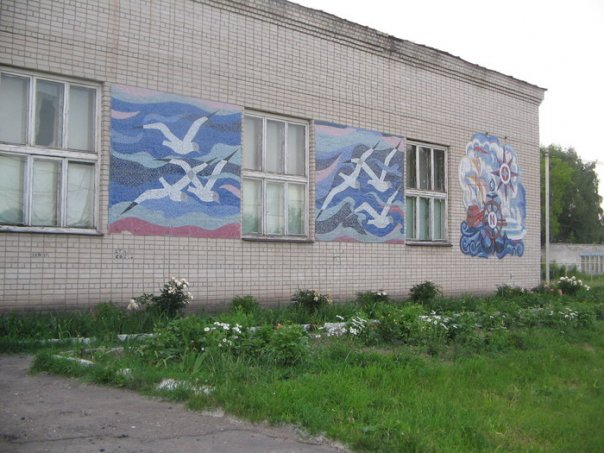
Дом Культуры

## Здравоохранение
В селе расположен государственный «Богородский дом-интернат для граждан пожилого возраста и инвалидов». Так же на территории с. Дуденево находится ФАП (фельдшерско-акушерский пункт) от больницы Богородского р-на ГБУЗ НО "Богородская ЦРБ". Находится он на первом этаже здания сельского совета.